# روسازی

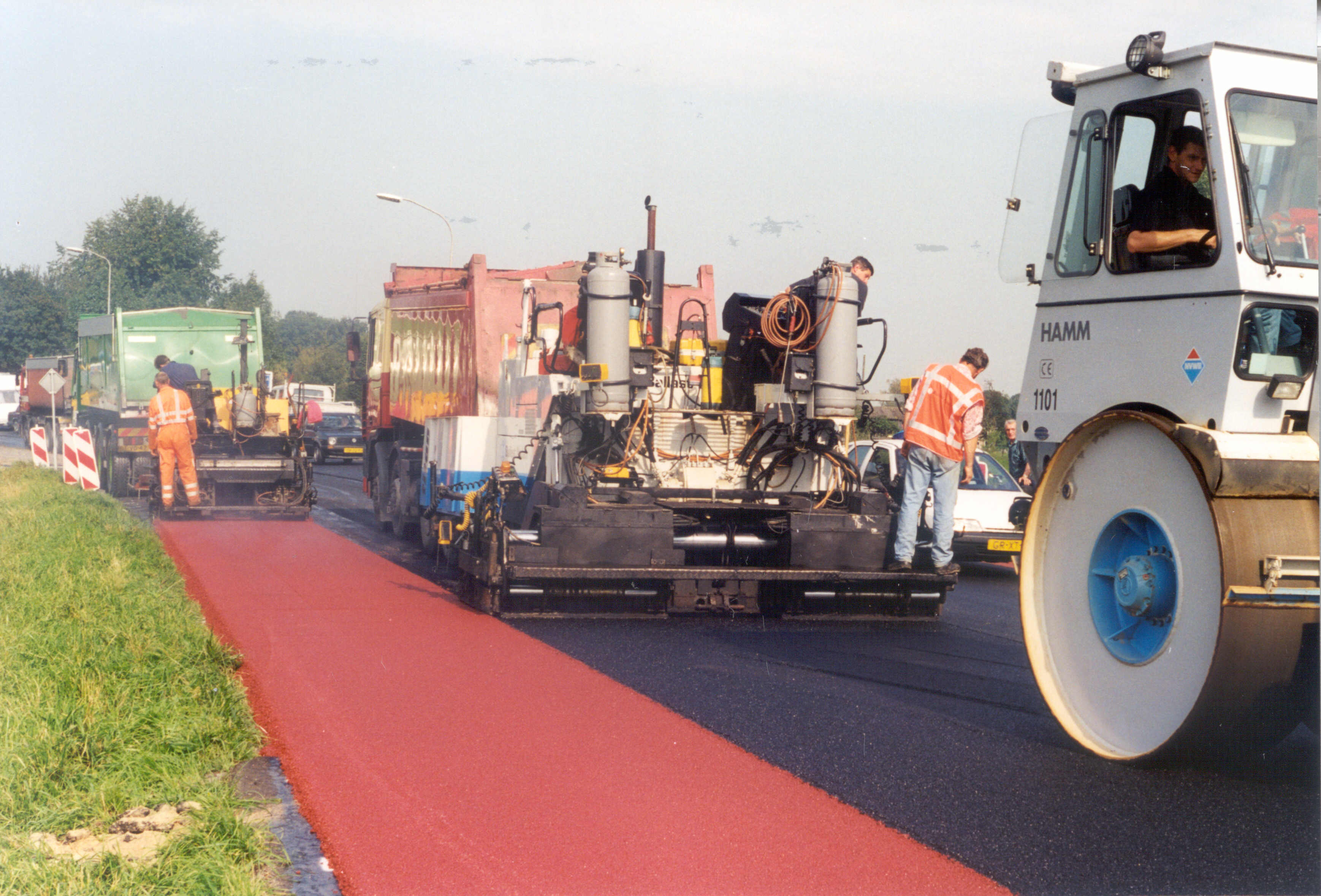
روسازی قرمز مسیر مخصوص دوچرخه سواران در هلند

روسازی (به انگلیسی: Pavement) یک نوع سازه است که شامل لایه‌هایی از مصالح مختلف می‌شود و هدف اصلی از اجرای آن کاهش تنش ناشی از چرخ‌های خودروها و همچنین آسایش و راحتی برای مسافران است. روسازی‌ها براساس نوع مصالح به سه دسته کلی تقسیم می‌گردند: روسازی انعطاف‌پذیر، روسازی صلب و روسازی مرکب. روسازی انعطاف‌پذیر دارد که سطح رویین آن را با بتن آسفالتی می‌پوشانند. روسازی صلب از بتن و روسازی مرکب از ترکیبی از هردو ساخته می‌شود. روسازی راه‌ها از زیرساخت‌های مهم به حساب می‌آیند از این رو تحقیقات فراوانی از سده بیستم روی آنها انجام شده‌است. در درجه اول طراحی روسازی از اهمیت بالایی برخوردار است. اما از نیمه دوم سده بیستم توجه به چرخه حیات روسازی و نحوه زوال آن بیشتر شده‌است.

## روسازی انعطاف‌پذیر (آسفالتی)

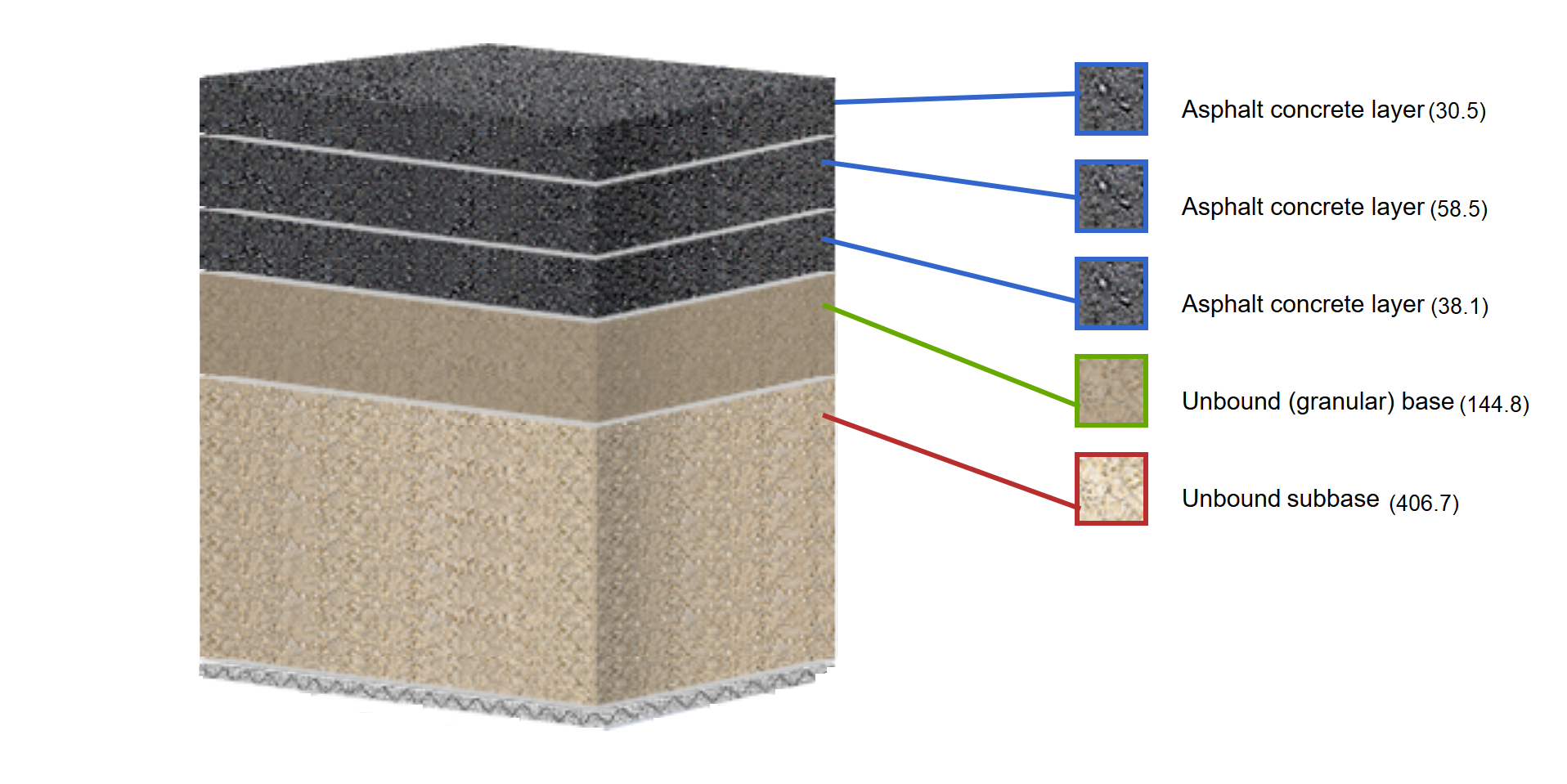
برشی از روسازی انعطاف‌پذیر مربوط به یک جاده در آنتاریوی کانادا که لایه‌های مختلف مواد در آن معلومند: زیراساس، اساس و سه لایه بتن آسفالتی. یک راه محاسبه ضخامت کل استفاده از ضخامت اساس معادل است.

روسازی انعطاف‌پذیر که به آن روسازی آسفالتی نیز گفته می‌شود سازه ای است که متشکل از چند لایه است و سطح رویی آن با بتن آسفالتی پوشانیده می‌شود.

## روسازی صلب (بتنی)
در این نوع روسازی رویه راه با بتن سیمانی به صورت مسلح یا غیر مسلح ساخته می‌شود که از مخلوط کردن سیمان پرتلند با شن و ماسه و آب به دست می‌آید .

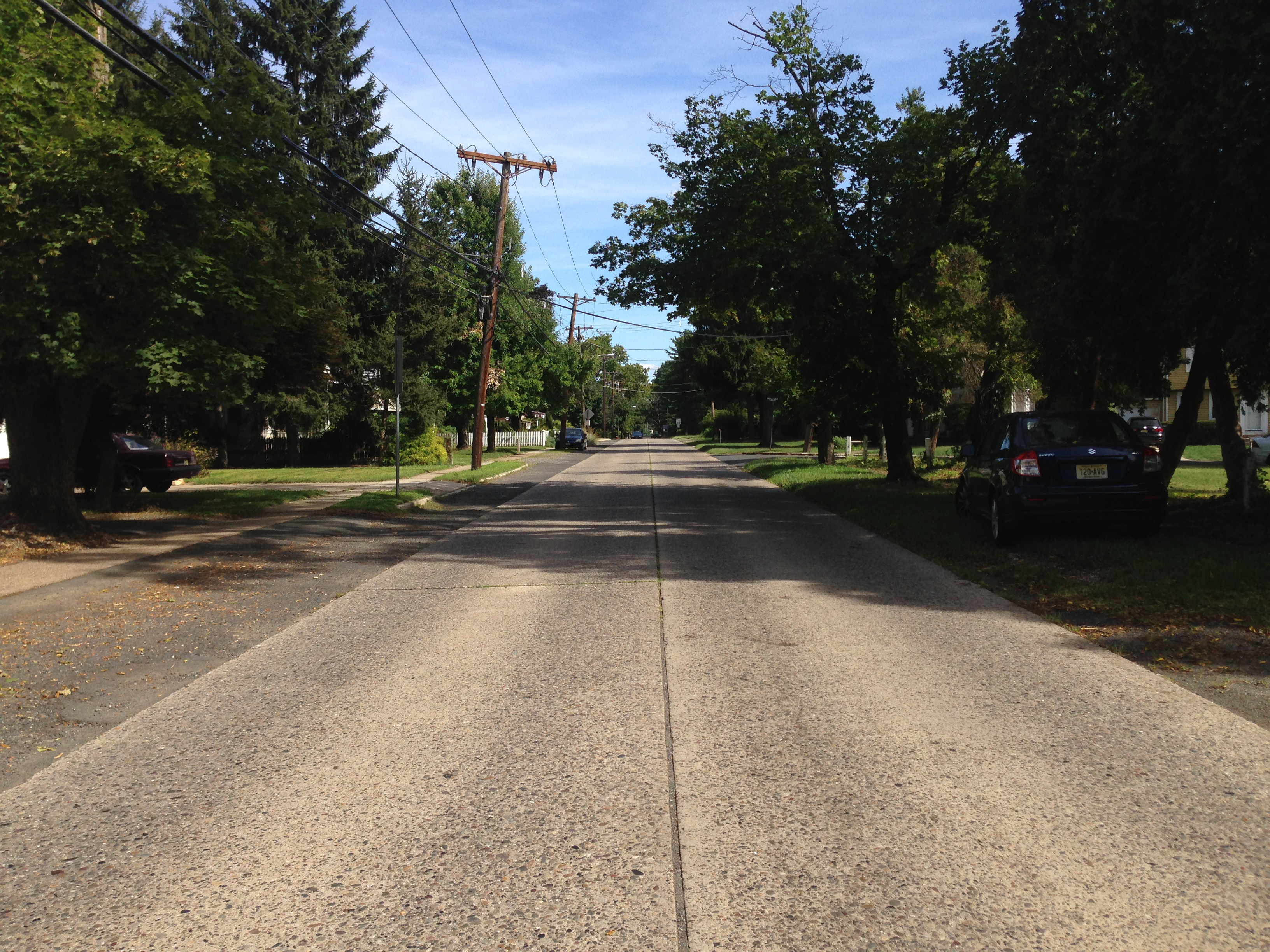
روسازی صلب در سارکوم در نیوجرسی

## روسازی مرکب

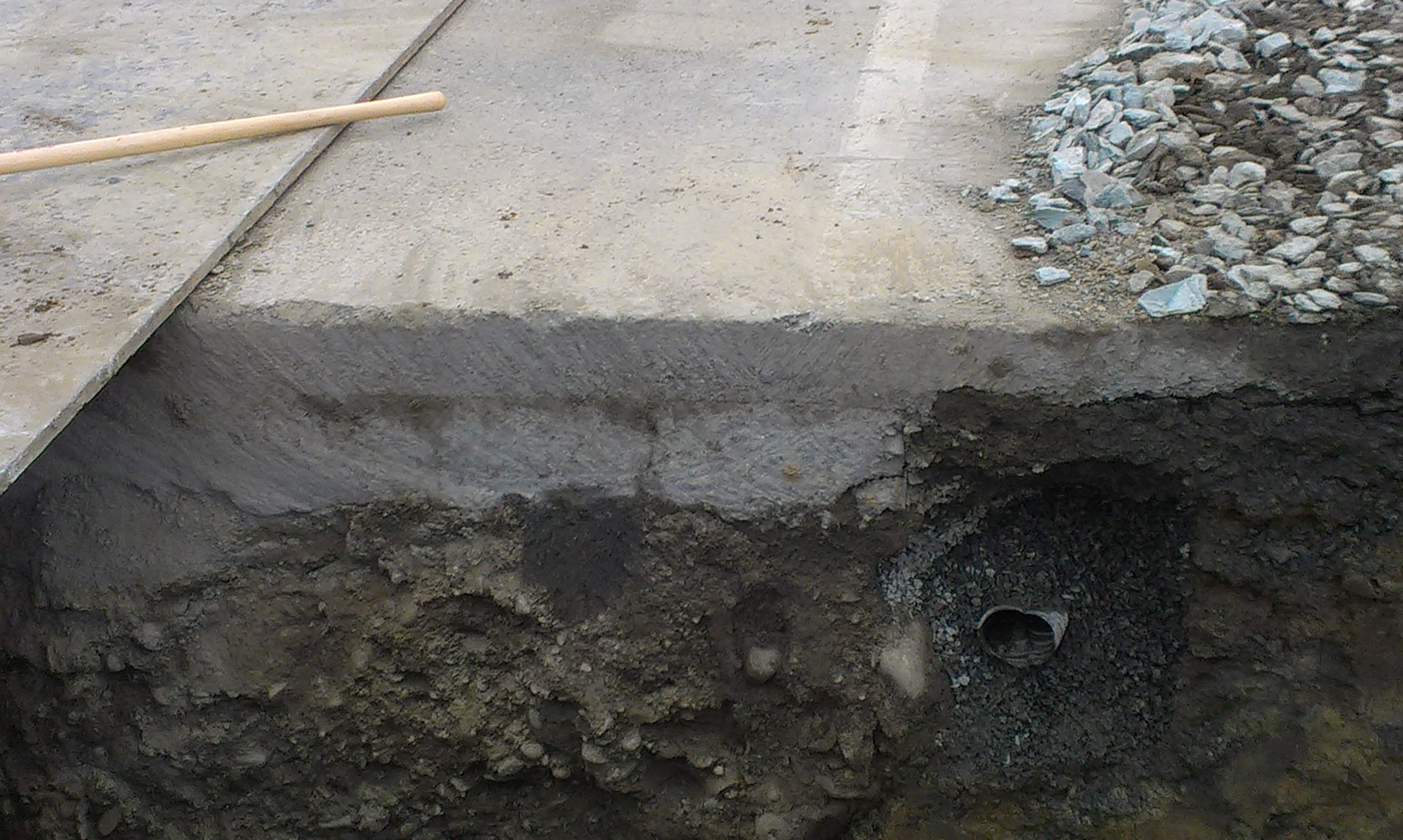
یک مثال از روسازی مرکب سطح جاده: مخلوط آسفالتی داغ بر روی بتن سیمانی

این نوع روسازی شامل یک لایه آسفالتی به عنوان رویه و لایه بتنی در زیر آن است (یا برعکس)

## بازیافت
مواد جاده ای تخریب شده را می‌توان بازیافت و مجدداً برای روسازی جاده به کار گرفت. برای مثال می‌توان آسفالت را با فرز به قطعات کوچکتر تقسیم کرد و مجدداً در کارخانه آسفالت آن را فرآوری کرد.
دو روش بازیافت روکش جاده وجود دارد: در محل و خارج از محل اولیه. آسفالت بازیافت‌شده معمولا آثار زیست محیط کمتری دارد  و تولید آلاینده‌ها و گازهای گلخانه‌ای را می‌تواند تا ١٥٪ کاهش دهد.

## روکش قیر
راهکار سطح قیری (BST) یا chipseal عمدتاً در جاده‌های خلوت به جای آسفالت به کار می‌رود یا روشی برای جوان سازی آسفالت موجود است.

## روکش شنی
شن به‌طور گسترده در ساخت و ساز جاده‌ها از زمان امپراتوری روم به کار رفته‌است.
روکش شنی برای جاده‌های کم‌ترافیک با حجم عبوری کمتر از ۱۲۰ خودرو در روز مناسب است. حدود ۴۰ درصد از جاده‌های نیوزیلند روکش شنی دارند.

## سطوح دیگر برای جاده
فینیشر به ندرت استفاده می‌شود در مناطقی که ترافیک با سرعت بالا وجود دارد.
آجر یا سنگ‌فرش هم برای روسازی جاده به کار می‌روند اما معمولاً برای آرام سازی ترافیک مناسب هستند.
به همین ترتیب ماکادام و تارماک هم دو نوع دیگر از سطوح جاده ای به حساب می‌آیند.

## زوال روکش جاده

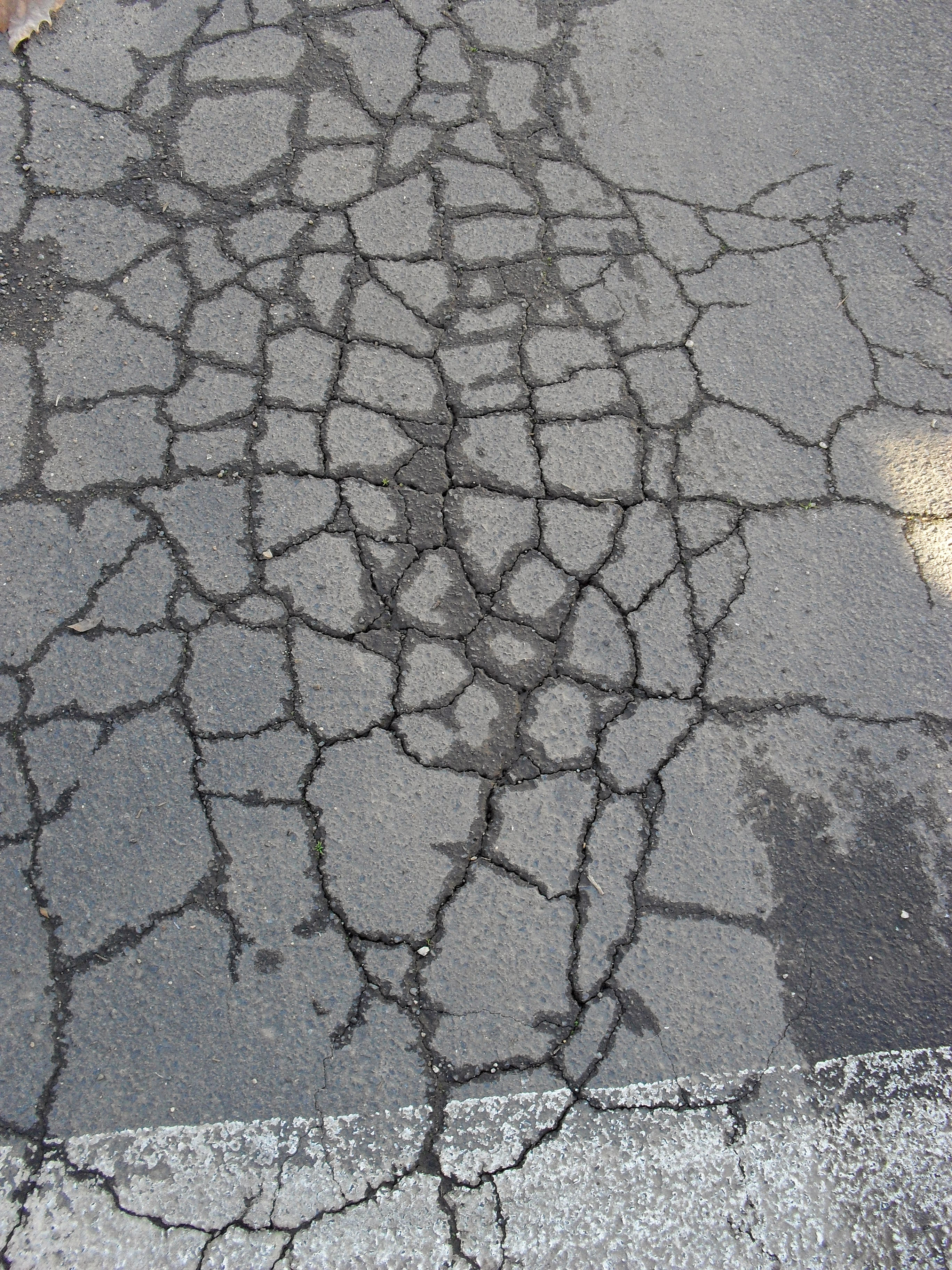
وخامت آسفالت

سیستم‌های پیاده‌رو در درجه اول به دلیل عدم خستگی (به شیوه ای شبیه به فلزات) آسیب می‌بینند و فشار خودروها این کار را تشدید می‌کند؛ بنابراین در برخی کشورها مالیات یا عوارض کامیونها بیشتر از سایر خودروهاست. خودروهای سواری معمولاً آسیبی به روکش جاده نمی‌زنند.

## نگارخانه

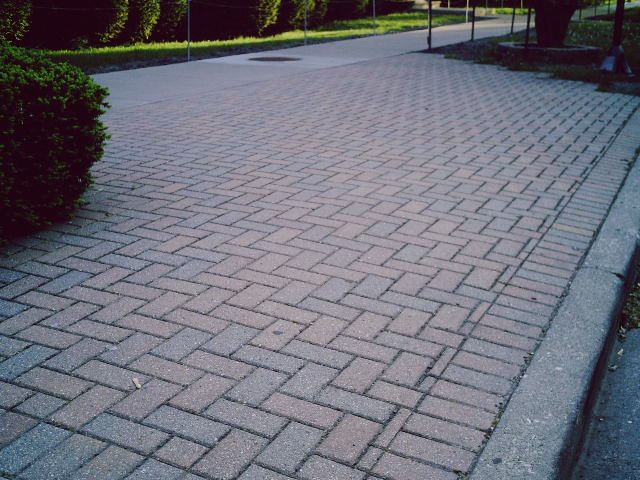
بلوک آجری یا کامپوزیت.
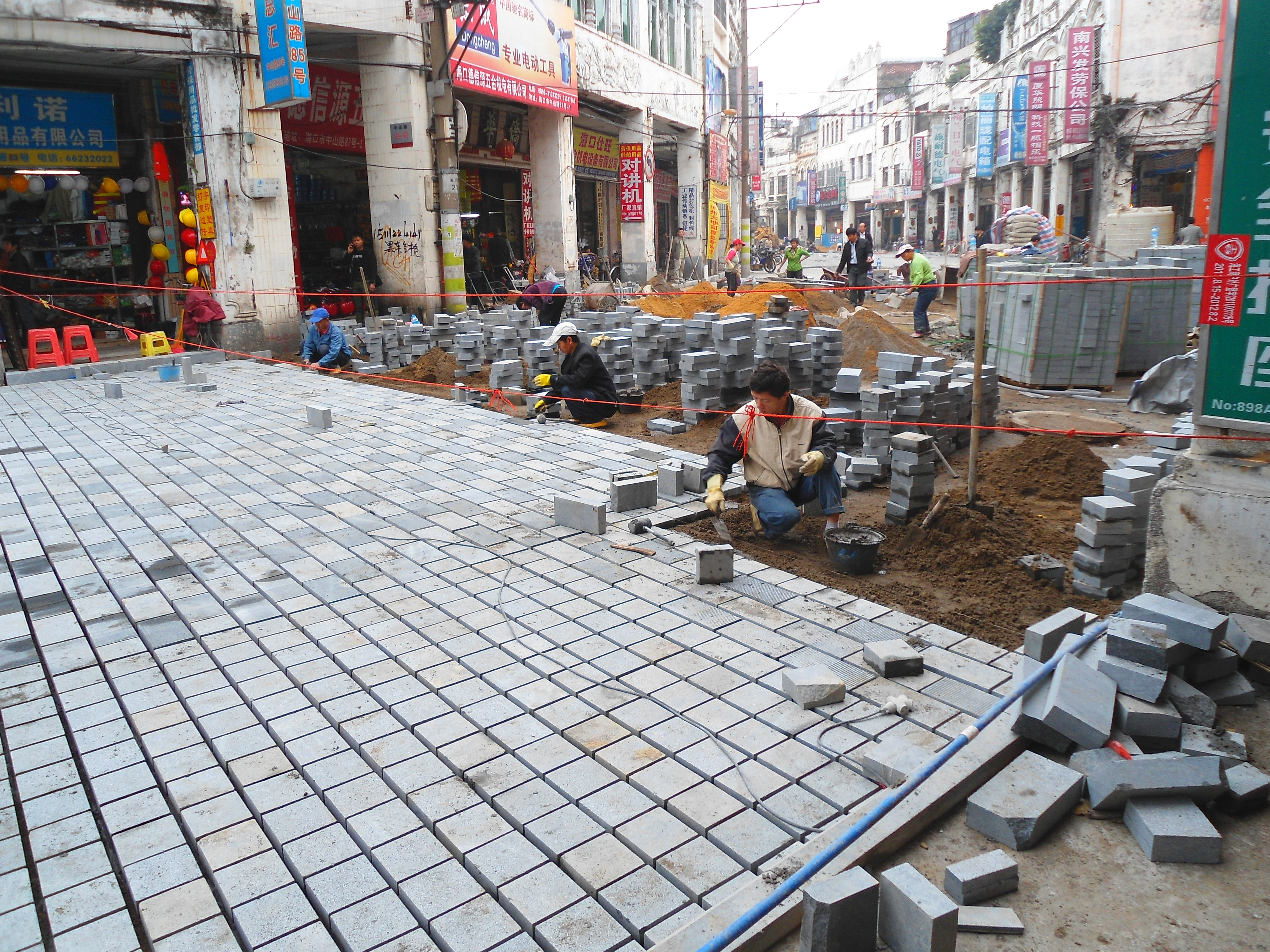
جایگزین جاده قدیم با بلوک‌های بتنی در بو'ao جاده منطقه هیکو شهرستان،  Hainanهای چین
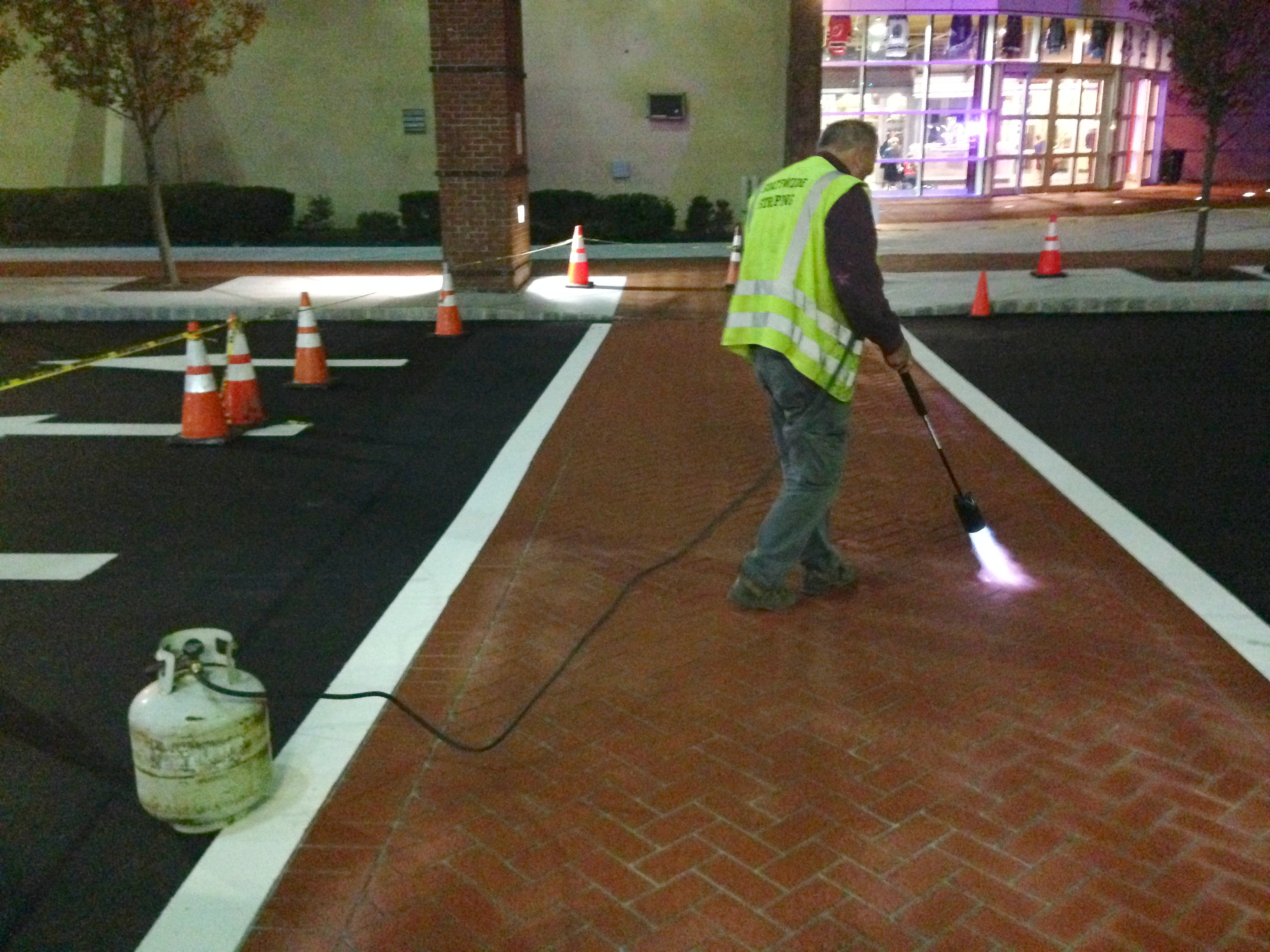
پلیمر سیمان همپوشانی به تغییر آسفالت آسفالت به آجر بافت و رنگ برای ایجاد تزئینی عبور

## یادداشت
1. ↑  "Piryonesi, S. M. , & El-Diraby, T. (2018). Using Data Analytics for Cost-Effective Prediction of Road Conditions: Case of The Pavement Condition Index:[summary report] (No. FHWA-HRT-18-065). United States. Federal Highway Administration. Office of Research, Development, and Technology". Archived from the original on 2 February 2019.
2. ↑  Nehme, Jean (14 July 2017). "About Long-Term Pavement Performance". Federal Highway Administration. Retrieved 22 October 2017.
3. ↑  Ford, K. , Arman, M. , Labi, S. , Sinha, K.C. , Thompson, P.D. , Shirole, A.M. , and Li, Z. 2012. NCHRP Report 713: Estimating life expectancies of highway assets. In Transportation Research Board, National Academy of Sciences, Washington, DC. Transportation Research Board, Washington DC.
4. ↑  «Piryonesi, S. M. (2019). The Application of Data Analytics to Asset Management: Deterioration and Climate Change Adaptation in Ontario Roads (Doctoral dissertation)».
5. ↑  «Giani, M.I., Dotelli, G., Brandini, N. and Zampori, L., 2015. Comparative life cycle assessment of asphalt pavements using reclaimed asphalt, warm mix technology and cold in-place recycling. Resources, Conservation and Recycling, 104, pp.224-238».
6. ↑  Anon (July 1998). "Bronze Age metalled road near Oxford". British Archaeology: News. Council for British Archaeology (36). Retrieved 29 January 2010.
7. ↑  "Highways and Infrastructure — Government of Saskatchewan". Archived from the original on 8 February 2008. Retrieved 15 April 2008.
8. ↑  Oeser, Markus; Sabine Werkmeister; Alvaro Gonzales; David Alabaster (2008). "Experimental and numerical simulation of loading impact on modified granular pavements" (PDF). 8th World Congress on Computational Mechanics 5th European Congress on computational methods in applied sciences and engineering ECCOMAS. 6th International Conference on Heavy Vehicle Weights and Dimension Proceedings. Archived from the original (PDF) on 18 March 2009. Retrieved 25 January 2009.
9. ↑  Hembrow, David (25 April 2011). "Road noise, cobbles and smooth asphalt". A view from the cycle path. Retrieved 14 August 2014.
10. ↑  Statement Of Garth Dull For The Senate Epw Committee